# 오버 디 에어 프로그래밍
오버 디 에어 프로그래밍(Over-the-air programming, OTA)은 새로운 소프트웨어, 구성 설정, 암호화 키 업데이트를 휴대 전화, 셋톱박스, 안전한 음성 통신 장비(암호화된 2방향 무선 통신)에 다양한 방식으로 배포하는 것을 가리킨다. OTA의 한 가지 중요한 기능으로는 중심이 되는 특정 장소에서 모든 사용자에게 업데이트를 보낼 수 있으면서 이 사용자들은 업데이트를 거부, 변조할 수 없다는 점이며 이 업데이트는 채널을 통해 모든 이에게 즉시 적용된다는 점이다. 사용자는 OTA를 거부할 수 있지만 채널 관리자는 자동으로 이 채널을 시작하게 할 수도 있다.
모바일 콘텐츠 환경에서는 OTASP(over-the-air service provisioning), OTAP(over-the-air provisioning), OTAPA(over-the-air parameter administration) 등의 용어가 사용된다.
휴대 전화에 새로운 애플리케이션이 추가되고 더 발전하면서 새로운 업데이트와 서비스가 스트리밍됨에 따라 OTA 구성은 점차 중요해지고 있다. SMS를 통한 OTA는 SIM 카드와 핸드셋의 구성 데이터 업데이트를 최적화하며 새로운 소프트웨어 업데이트를 휴대 전화에 배포하거나 WAP이나 MMS와 같은 서비스로 접근하기 위한 필요한 설정을 핸드셋에 프로비저닝할 수 있게 한다. OTA 메시지 전송을 통해 서비스나 구독 활성화, 이동통신사업자와 서드파티의 새로운 서비스의 개인화 및 프로그래밍을 위한 휴대 전화의 원격 제어를 제공한다.
다양한 표준화 단체들이 설립되어 OTA의 개발, 감독, 관리를 지원한다. 이들 중 하나가 오픈 모바일 얼라이언스(OMA)이다.

## 같이 보기
- 테더링
- 액세스 포인트 이름 (APN)